# Escudo de Johannesburgo

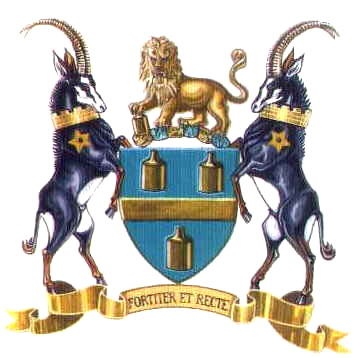
Antiguo escudo de armas, utilizado entre 1939 y 1997

El escudo de Johannesburgo fue adoptado en 1997. Consiste en un escudo ovalado verde con un diseño romboidal amarillo en el centro, con una barra amarilla con plumas grises detrás, rodeado de jóvenes leones dorados, cada uno con un collar rojo y azul con cuentas. Todo reposa sobre una base azul con el lema Unity in development (Unidad en el desarrollo).

## Historia
El consejo municipal de Johannesburgo adoptó un escudo de armas en 1907, y el Colegio de Armas lo otorgó el 20 de agosto de 1907. El diseño, de W. Sandford Cotterill, consistía solo en un escudo verde que muestra una franja horizontal dorada entre tres sellos. El lema era Fortiter et recte (en español: Fuertemente y con razón).
En mayo de 1939, el Colegio de Armas otorgó una cimera (un león dorado apoyando una pata en un sello) y tenantes (dos antílopes de sable, cada uno con una corona mural de oro alrededor del cuello y una estrella dorada en el hombro). El escudo de armas se registró en la Administración Provincial de Transvaal en noviembre de 1951 y en la Oficina de Heráldica en noviembre de 1966. Este escudo fue reemplazado en 1997 por el escudo actual.